# لوفية
اللوفية أو القلقاسية أو اللوفيات أو القلقسيات (الاسم العلمي: Araceae) هي فصيلة من النباتات تتبع رتبة المزماريات من صف كاسيات البذور.

## تصنيف

### أسر
- اللوفاوات
- عدسيات الماء وهي نباتات مائية تعد من محاصيل الطاقة.
- البوطوساوات

### قبائل
- لوفاوية

### أجناس
من الأجناس المهمة في هذه الفصيلة:
- اللوف
- القلقاس
- الصفرورة
- الأنثوري
- إلقس